# Peuketer
Peuketerna var ett italiskt folk under antiken, som levde i nuvarande provinsen Bari (Terra di Bari) i södra Italien. Detta omnämns av de antika grekerna och gamla historikerna och området sägs vara uppdelat i Daunien (nuvarande provinsen Foggia), Peuketien och Messapien (nuvarande provinsen Lecce). Dessa folk slog sig ner där omkring 700 f.Kr. och blev snart influerade av den grekiska kulturen, eftersom grekerna grundade kolonier i området. 
De viktigaste platserna, som peuketerna grundade, var Sannace, omkring fem kilometer från Gioia del Colle, och Rubi (Ruvo di Puglia). Peuketerna, som var ett italiskt folk av oskisk-umbriskt ursprung, slog sig troligen ner tillsammans med daunierna, japygerna och messapierna under 1000-talet f.Kr., då de kom från Illyrien över Otrantokanalen. Efter att ha drivit iväg ausonerna (på Italiens västkust), slog de sig ner i nuvarande provinsen Bari. Med början på 300-talet f.Kr. kuvades peuketerna av den romerska republiken. Ekonomin baserades på boskapsskötsel och hantverk, vilket ledde till utvecklandet av spinnrocken och ullvävning. Kontakterna med kolonierna i Magna Graecia var viktiga, först med Metapontum och sedan även med Tarentum. Detta bekräftas av fynd av mynt och vaser. Kontakterna och krigen med messapierna var också talrika.